# Kaluga
Kaluga – część wsi Otfinów w Polsce, położona w województwie małopolskim, w powiecie tarnowskim, w gminie Żabno. 
W latach 1975–1998 Kaluga administracyjnie należała do województwa tarnowskiego.